# حزب الشعب الثوري اللاوسي
حزب الشعب الثوري اللاوسي (لاو:ພັກປະຊາຊົນປະຕິວັດລາວ) هو الحزب الشيوعي السياسي الحاكم في لاوس منذ عام 1975م هو الحزب الوحيد المسيطر علي السياسية والحكومة في جمهورية لاوس، يعتبر رئيس الجمهورية شوممالي سايغناسون هو رئيس الجمهورية وأيضا الأمين العام للحزب الحاكم، يرجع تاريخ أستقلال لاوس الي 11 مايو 1947م عندما أعلنت لاوس كدولة مستقلة من الاستعمار الفرنسي حتي تم تحولت الدولة للنظام الاشتراكي الشيوعي في عام 1975م